# Mentha australis
Mentha australis es conocida por los nombres comunes de menta de río (river mint), menta australiana ("native mint" y "Australian mint") y menta piperita australiana ("native peppermint"). Es una especie de menta.
Es nativa del este de Australia, donde crece en todos los estados y territorios excepto en Australia Occidental.

## Sinonimia
- Micromeria australis Benth., Labiat. Gen. Spec.: 380 (1834).[2]